# Bad Sassendorf
Bad Sassendorf (bis 1906 Sassendorf, niederdeutsch Saßtrop) ist eine Gemeinde im Kreis Soest in Nordrhein-Westfalen.

## Geografie

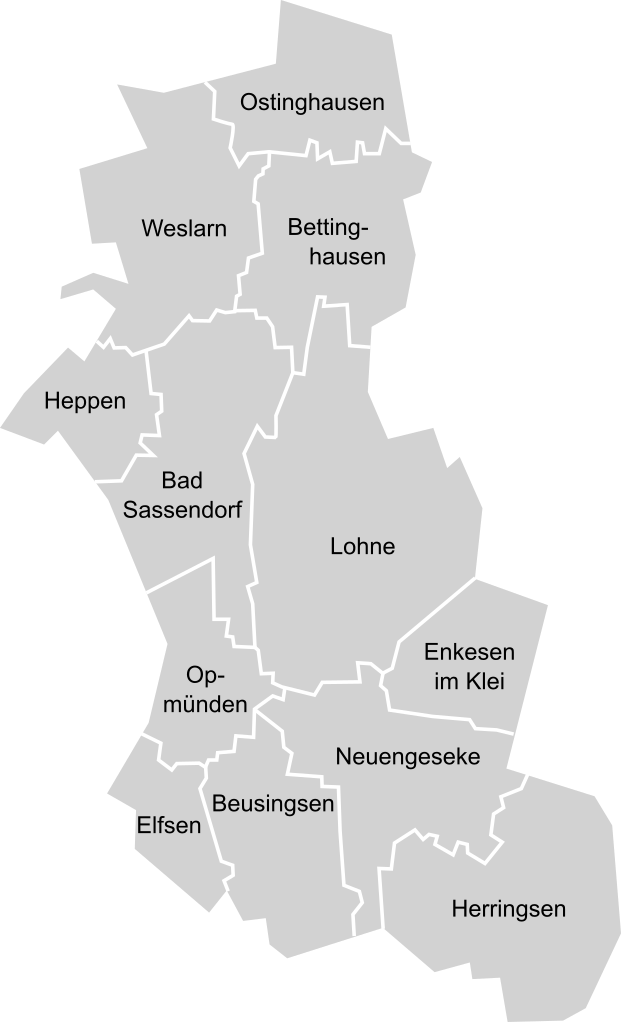
Ortsteile Bad Sassendorf

Bad Sassendorf liegt im Zentrum der Soester Börde am Südrand der Westfälischen Bucht zwischen dem Haarstrang und dem angrenzenden Sauerland im Süden sowie dem Münsterland im Norden. Im Gemeindegebiet entspringt die Ahse, ein Nebenfluss der nördlich gelegenen Lippe.

### Nachbargemeinden
Bad Sassendorf grenzt (im Uhrzeigersinn von Norden) an Lippstadt, Erwitte, Anröchte, Warstein, Möhnesee, Soest und Lippetal.

### Gemeindegliederung
Die Gemeinde Bad Sassendorf besteht aus zwölf Ortschaften. Diese sind Bad Sassendorf, Bettinghausen, Beusingsen, Elfsen, Enkesen im Klei, Heppen, Herringsen, Lohne, Neuengeseke, Opmünden, Ostinghausen und Weslarn.

## Geschichte

### Ur- und Frühgeschichte
Während der Kultur der frühesten bäuerlichen Siedler stellte das Gebiet von Sassendorf einen Grenzraum dar. Die Keramik des östlichen Soester Gebietes, in dem auch Bad Sassendorf liegt, war in der mittleren und jüngeren Bandkeramik durch einen einheitlichen Zierstil gekennzeichnet, den Soester Schraffurstil, der auf Kulturkontakte nach Hessen verweist. Im angrenzenden Raum Werl weisen entsprechende Formen eher auf enge Kontakte zum Niederrhein hin. Beim Bau des neuen Rathauses wurde eine Siedlung der jüngeren Bandkeramik mit Pfostenspuren von acht Gebäuden sowie 70 größeren Gruben freigelegt. Ein fast 35 m langes, 8,5 m breites, rechteckiges Gebäude war im Grundriss gut erhalten. Auch ließ sich der älteste Nachweis einer Befestigungsanlage erbringen. Neben diesen Überresten der Bandkeramiker-Kultur ließen sich aus der eher französischen Kultur von La-Hoguette Spuren recht mobiler Gruppen nachweisen, jedoch keine Siedlungsreste.
Während der nachfolgenden Rössener Kultur entstanden bis zu 85 m lange Bauwerke, die allerdings nicht rechteckig, sondern trapez- oder schiffsartig gestaltet waren. In Bad Sassendorf-Elfsen kamen beim Bau einer Erdgasleitung 1997/98 Siedlungsüberreste dieser Kultur zu Tage, nämlich eine Abfallgrube. Neben einem bauchigen Gefäß wurden darin zwei Feuersteinwerkzeuge entdeckt, von denen eines aus lokalem Material, das andere aus Feuerstein aus der Maasgegend angefertigt worden war.
Erdwerke, wie sie die sich anschließende Michelsberger Kultur und die Wartberger Kultur kennzeichnen, lassen sich auch in Sassendorf durch Luftbilder belegen. Aus der Soester Gruppe sind bis dato keine Überreste bekannt. Erst die Bandkeramiker lassen sich wieder belegen. So stammt vermutlich aus einem Grabzusammenhang in Sassendorf-Gabrechten das Bruchstück eines Spandolches aus gelblichem Feuerstein aus dem 700 km entfernten Grand-Pressigny in Frankreich. Ähnliches gilt für ein Feuersteinbeil.
Schließlich sind jungbronzezeitliche Gräberfelder in Sassendorf bekannt, doch liegen die Ausgrabungen weit zurück. Ihre Dokumentation ist zu dürftig, um weitere Aussagen zu gestatten. Viele der Funde sind verschollen. Eisenzeitliche Überreste fanden sich in Elfsen, so Spuren einer Siedlung aus der Zeit um 300 bis 100 v. Chr. Zahlreiche der blauen Glasarmringfragmente aus Heppen stammen ursprünglich aus dem niederrheinischen Gebiet. In Heppen wurde in der Abbauwand der Ziegelei am Windhüfel westlich des Ortes im Jahr 1957 ein Grubenhaus freigelegt, wohl ein Arbeitshaus zur Textilherstellung. Auch fanden sich Reste einer Handmühle. Fibeln und Gürtelhaken verweisen, ebenso wie Keramikfragmente, auf eine Neubesiedlung durch Elbgermanen hin, wahrscheinlich durch Sueben. Wieder in Heppen fand sich ein römischer Bleibarren von 13 kg Gewicht, Blei, das sich chemisch auf das nördliche Sauerland zurückführen ließ. Ein Stempel verweist darauf, dass in Germanien Bergbau in kaiserlichem Auftrag zur Zeit des Augustus betrieben wurde. Um diese Zeit dürfte der westliche Ruhr-Lippe-Raum von den wenig später von den Römern umgesiedelten Sugambrern bewohnt gewesen sein. Erst Ende des 4. Jahrhunderts rissen die Handelsbeziehungen ins Römische Reich ab. Im Grubenfeld Hohe Breite kamen 1973 einundzwanzig Bestattungen zu Tage, die sich nur sehr grob dem Früh- bis Hochmittelalter zuordnen ließen. Die Toten lagen rücklings mit dem Kopf gen Westen.

### Karolinger, Hochmittelalter

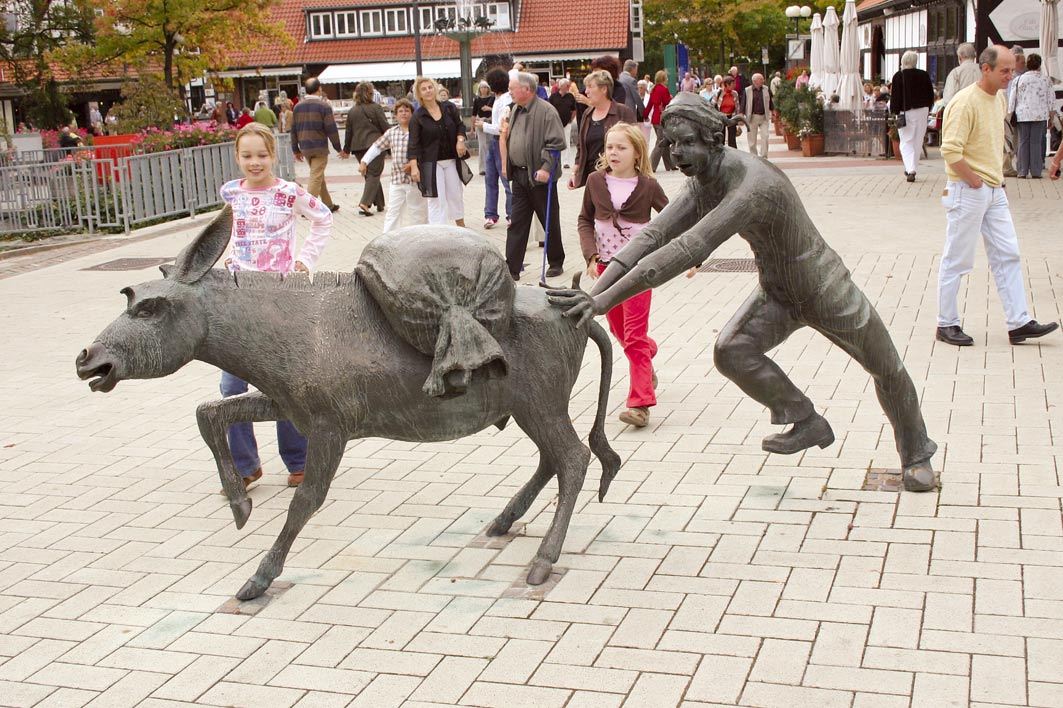
Esel mit Salzsack

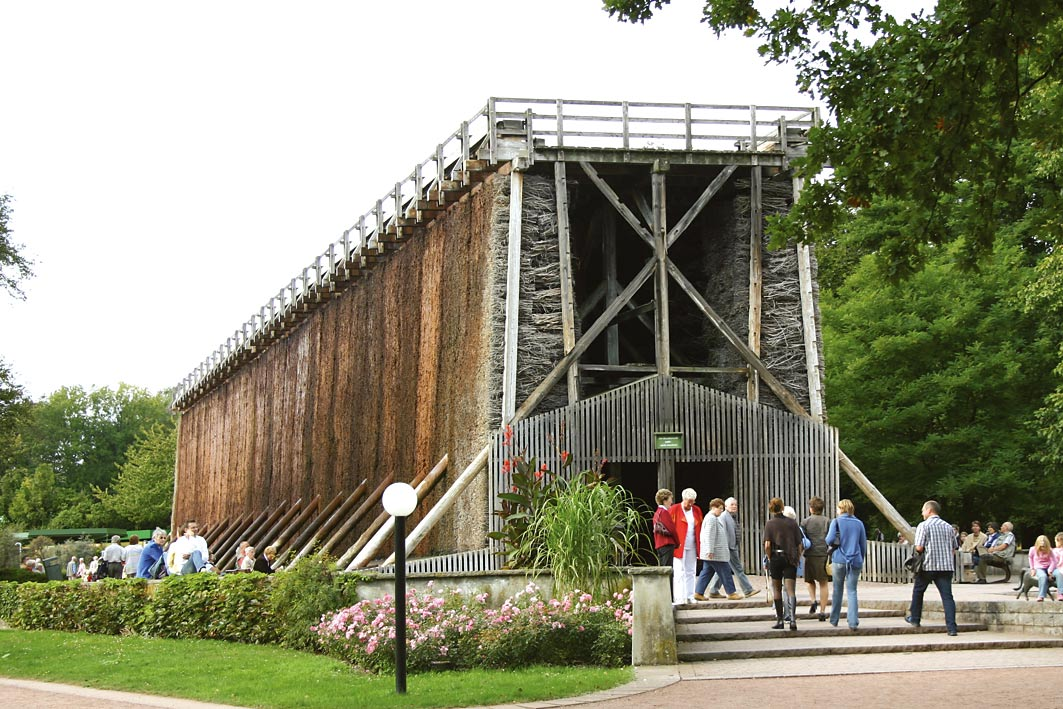
Ehemaliges Gradierwerk (1960–2018)

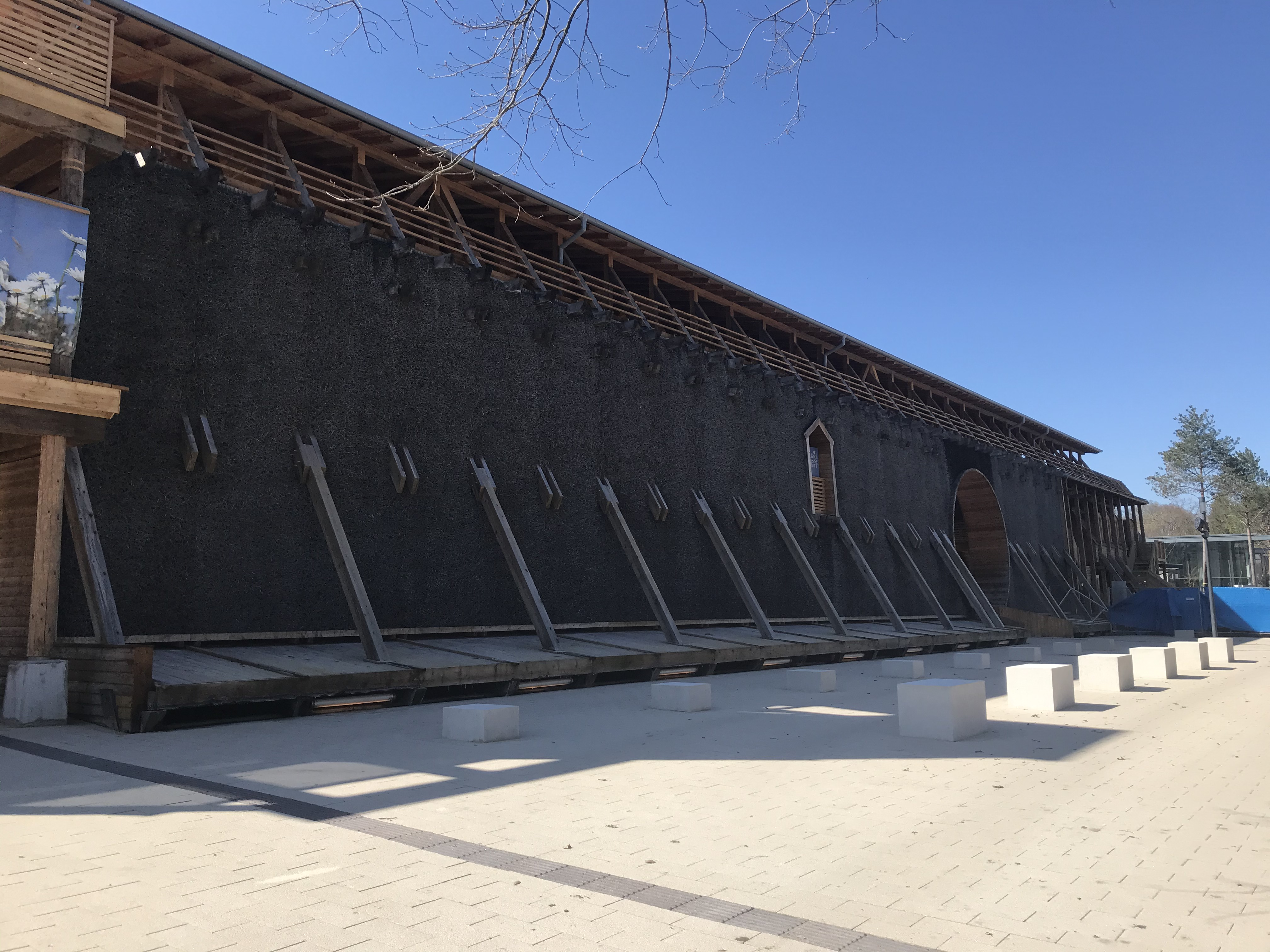
Neues Gradierwerk (Seit 2019)

Bis zum 8. Jahrhundert gehörte das Gebiet der Soester Börde zum merowingisch-fränkischen Kulturkreis. Von Norden her über die Lippe fielen in dieser Zeit engrische Sachsen im Gebiet ein. „sassendorp“ = Sachsendorf war vermutlich eine sächsische Siedlungsgründung. Aufzeichnungen über die Salzgewinnung am Hellweg verzeichnen die Grundbücher der Abtei Werden/Ruhr im 10. Jahrhundert. Ibrahim ibn Yaqub, der Gesandte des Kalifen von Córdoba, beschrieb in seinem Reisebericht auf dem Weg zu Kaiser Otto dem Großen aus dem Jahr 973 die westfälische Salzgewinnung in Soest.
Erstmals urkundlich erwähnt wird Sassendorf zwischen 1169 und 1179 anlässlich der Schenkung verschiedener Güter durch den Kölner Erzbischof Philipp I. von Heinsberg an das Kloster St. Walburgis zu Soest. Darunter befand sich auch ein Salzhaus (domum salinam) in Sappendorf, was auf eine erheblich frühere Besiedlung und Salzgewinnung hinweist. Die Ausbeutung der Sassendorfer Salzquellen und das Siederecht war das Recht freier Bauerngeschlechter (Buren). Der Salzabbau erfolgte als freies „Eigen“, unbelastet vom Landesregalrecht.
Sassendorf wird in einer weiteren Urkunde aus dem Jahr 1231 über einen Verhandlungsstreit zwischen dem Kloster Liesborn und den Erbsälzern Johann und Rikolf von Sassendorf erwähnt. Bestätigt durch eine Urkunde des Kölner Erzbischofs Heinrich II. von Virneburg vom 18. April 1313 wird den Sassendorfern der Bau einer Taufkapelle, eines Kirchhofs und einer Schule erlaubt.
Um 1370 ließen die Sassendorfer ihre Satzungen als das Alde Recht der Von Sassendorpe aufschreiben. Gleichzeitig führten sie das Siegel mit der Aufschrift SIGILLUM DOMINORUM SALINARIORUM IN SASSENDORPE.

### Neuzeit, jüngste Geschichte
17 schriftliche Ersuchen um das Jahr 1817 belegen die Verwendung der Sassendorfer Sole zu Bade- und Heilzwecken. Um 1836 wurden 2500–4000 Tonnen Salz gewonnen. 1852 wurden einige Holzbadewannen auf dem Salinengelände aufgestellt. Diese stellen die Grundlage für das erste Kurmittelhaus und das heutige Heilbad dar. Durch den bergmännischen Abbau des Salzes verlor die Salzgewinnung durch Sieden ihre Bedeutung. 1934 wurde die Salzproduktion weitgehend eingestellt; eine einzige Pfanne arbeitete nach dem Ende des Zweiten Weltkrieges noch bis 1952.
In der Zeit zwischen 1877 und 1928 entstanden fünf Kinderheime. Am 10. Mai 1906 erhielt das ehemalige Sälzerdorf durch den Regierungspräsidenten der Bezirksregierung Arnsberg das Prädikat Bad. Im Jahr 1975 wurde Bad Sassendorf als Moor- und Sole-Heilbad staatlich anerkannt.
Kurpark, Thermalbad und Gradierwerk wurden neugestaltet. Das 1960 entstandene Gradierwerk wurde 2018 abgerissen und durch einen Neubau ersetzt, der mit dem Saunabereich des Thermalbades verbunden ist. Im Kopfbauwerk ist eine Veranstaltungsbühne integriert.

### Geschichte der Ortschaft Lohne
Lohne wurde in mittelalterlichen Urkunden auch Lon oder Loyn genannt und war der Stammsitz der Ministerialenfamilie von Lon. Als die Burg zu Lohne erstmals urkundlich erwähnt wurde, befand sie sich im Besitz derer von Honrode. Ritter Dietrich von Honrode machte 1335 dem Erzbischof Walram von Köln seine Burg zum offenen Hause. Der Erzbischof hatte ihm zuvor den Wiederaufbau der durch den Grafen Eberhard II. von der Mark zerstörten Burg erlaubt. Die Burg kam dann vermutlich infolge einer Erbschaft in den Besitz eines Zweiges der Familie von Plettenberg. Das Dorf wurde während der Soester Fehde häufig von den im Schloss Hovestadt liegenden kurkölnischen Besatzungen hart mitgenommen. Im Schmalkaldischen Krieg wurde es 1547 durch den Oberst Andreas Packemoir in Brand gesteckt. Auch der Dreißigjährige und der Siebenjährige Krieg schadeten dem Dorf. Die heutige evangelische Pfarrkirche St. Simon und Judas Thaddäus wurde erstmals 1313 urkundlich erwähnt, nachdem für das eingepfarrte Sassendorf die Gründung einer eigenen Kapelle, eines Friedhofs und einer Schule beschlossen wurde. Lohne schloss sich zur Zeit der Reformation dieser an. Als erster evangelischer Prediger ist ein Antonius Smedes nachgewiesen. Da er täuferischer Neigungen verdächtigt wurde, geriet er mit dem Rat von Soest in Streit und wurde des Landes verwiesen. Nach dem Sieg Karls V. über den Schmalkaldischen Bund bekam wieder der Katholizismus die Mehrheit im Dorf, allerdings blieb die Kirche, die 1624 durch ein Feuer vollkommen zerstört wurde, seit 1562 dauernd in evangelischem Besitz.
Ein ehemaliger Ort in Lohne war Loerbrocks.

### Eingemeindungen
Am 1. Juli 1969 wurde Bad Sassendorf um die elf bisherige Gemeinden Bettinghausen, Beusingsen, Elfsen, Enkesen im Klei, Heppen, Herringsen, Lohne, Neuengeseke, Opmünden, Ostinghausen und Weslarn vergrößert.

### Konfessionsstatistik
Gemäß dem Zensus 2022 waren 37,2 % (4.485) der Einwohner evangelisch, 31,9 % katholisch, und 31,1 % waren konfessionslos, gehörten einer anderen Glaubensgemeinschaft an oder machten keine Angabe.

## Politik

### Gemeinderat
Die Sitze im Gemeinderat verteilen sich seit den Kommunalwahlen 2009 folgendermaßen auf die Parteien und Gruppierungen:
|       | CDU | SPD | GRÜNE | FDP | BG | Gesamt |
| ----- | --- | --- | ----- | --- | -- | ------ |
| 2020  | 14  | 6   | 4     | 3   | 3  | 30     |
| 2014  | 13  | 10  | 3     | 2   | 2  | 30     |
| 20090 | 16  | 10  | −     | 5   | 5  | 36     |

### Bürgermeister
Amtierender Bürgermeister ist Malte Dahlhoff (CDU).

### Wappen
Blasonierung: „Über silbernem, mit einem liegenden roten mit dem Bart nach unten gekehrten Schlüssel belegten erhöhten Schildfuß in Grün ein achtstrahliger goldener Stern unter einem goldenen Sensenblatt mit nach links gewandter Spitze und abwärts gekehrter Schneide.“

#### Wappen der Ortsteile

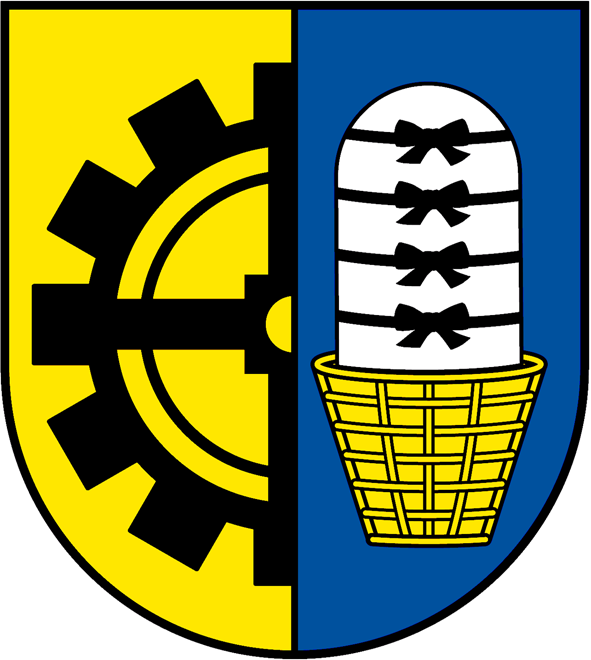
Wappen der Ortschaft Bad Sassendorf
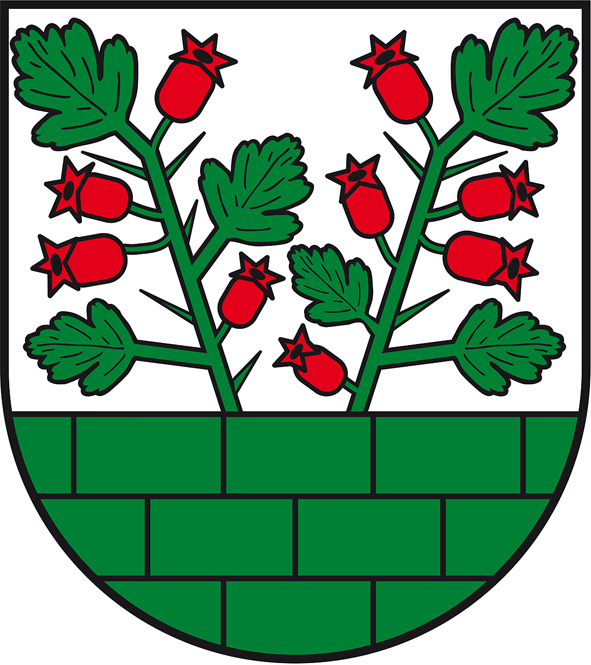
Wappen der Ortschaft Beusingsen
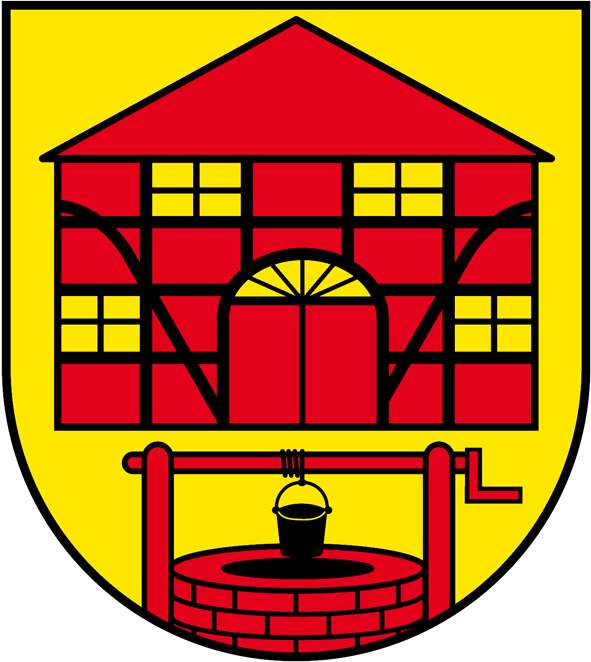
Wappen der Ortschaft Elfsen
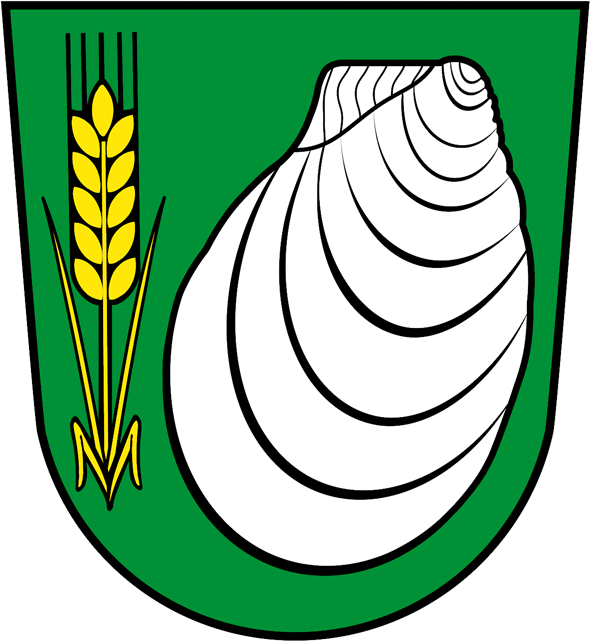
Wappen der Ortschaft Enkesen im Klei
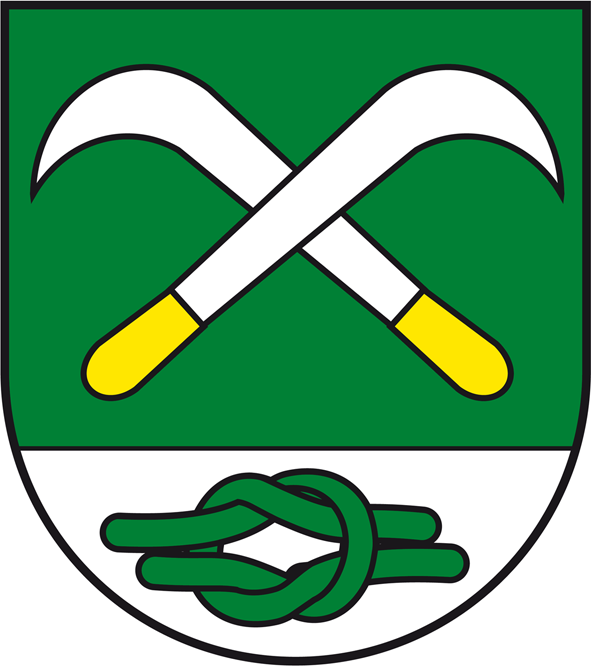
Wappen der Ortschaft Heppen
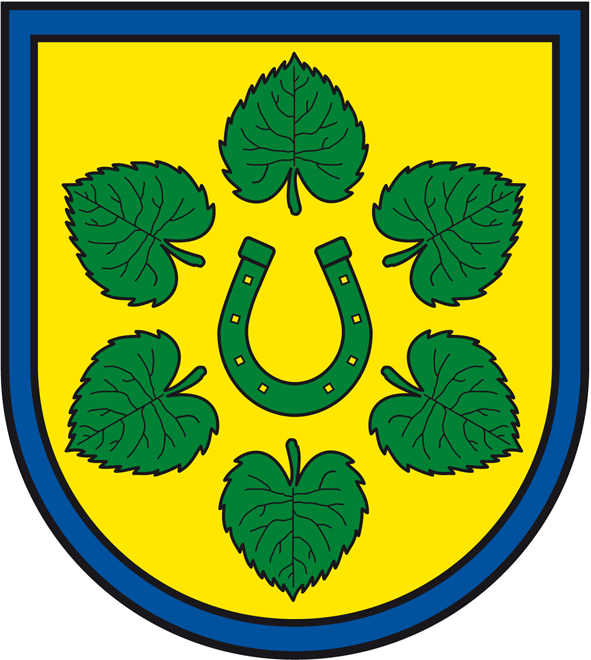
Wappen der Ortschaft Herringsen
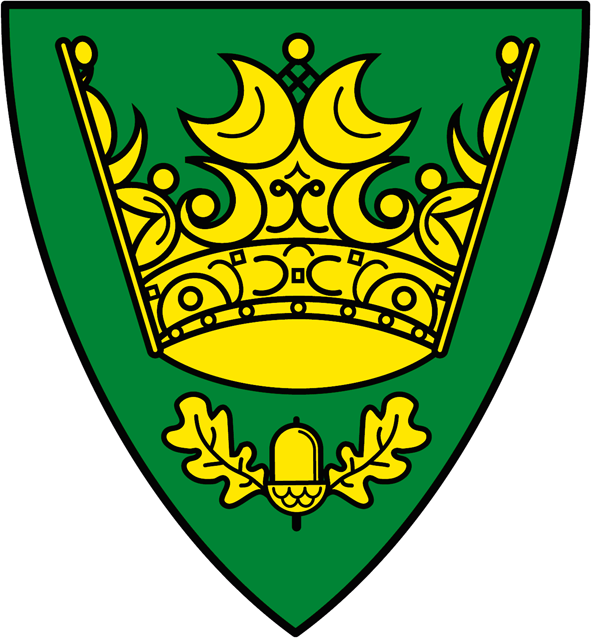
Wappen der Ortschaft Lohne
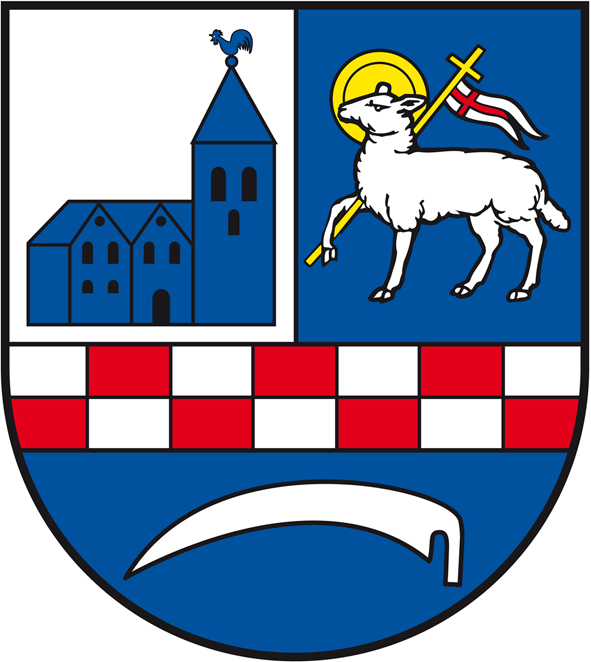
Wappen der Ortschaft Neuengeseke
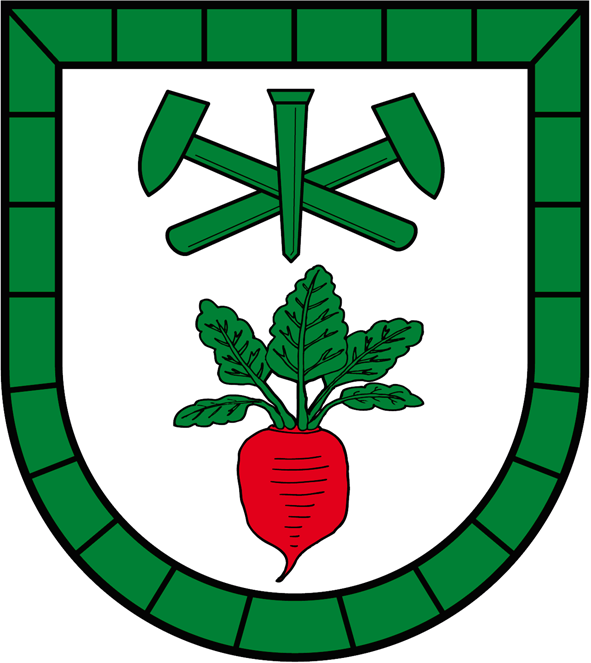
Wappen der Ortschaft Opmünden
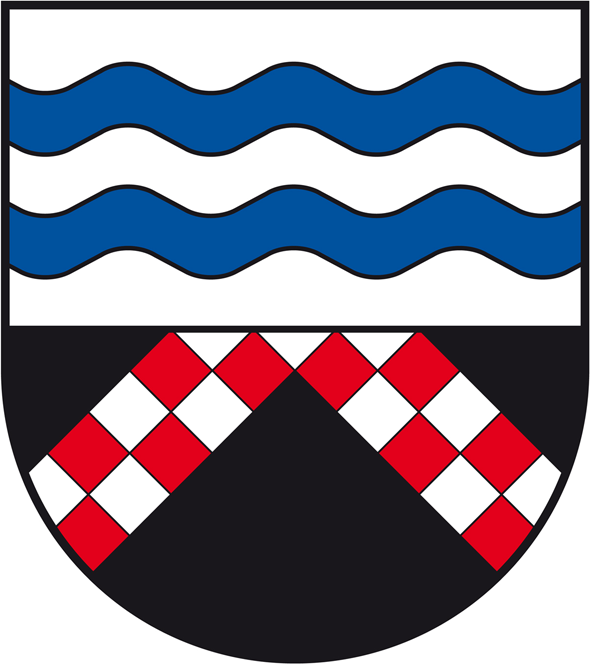
Wappen der Ortschaft Ostinghausen
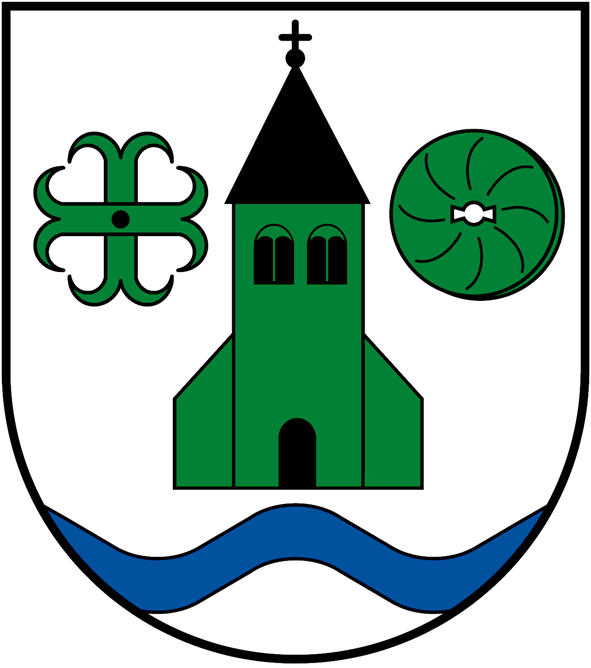
Wappen der Ortschaft Weslarn

Auf Initiative des Ausschusses für Schule, Kultur und Sport der Gemeinde wurden in Absprache mit der Bevölkerung die obigen Ortswappen gestiftet, die vom heraldischen Verein Herold beurkundet und in die Deutsche Ortswappenrolle aufgenommen wurden. Diese Wappen werden nach einer vom Stifter erteilten Verfügungsberechtigung von den Ortsvorstehern, von Vereinen, Verbänden u. a. m. als Symbole der örtlichen Identität außerhalb von Amtshandlungen verwendet. Gestalter der Wappen ist der Kommunalheraldiker Jörg Mantzsch, der sie zur Beurkundung führte.

### Gemeindepartnerschaft
Es besteht eine Partnerschaft mit der Gemeinde Gaming in Niederösterreich.

## Kultur und Sehenswürdigkeiten

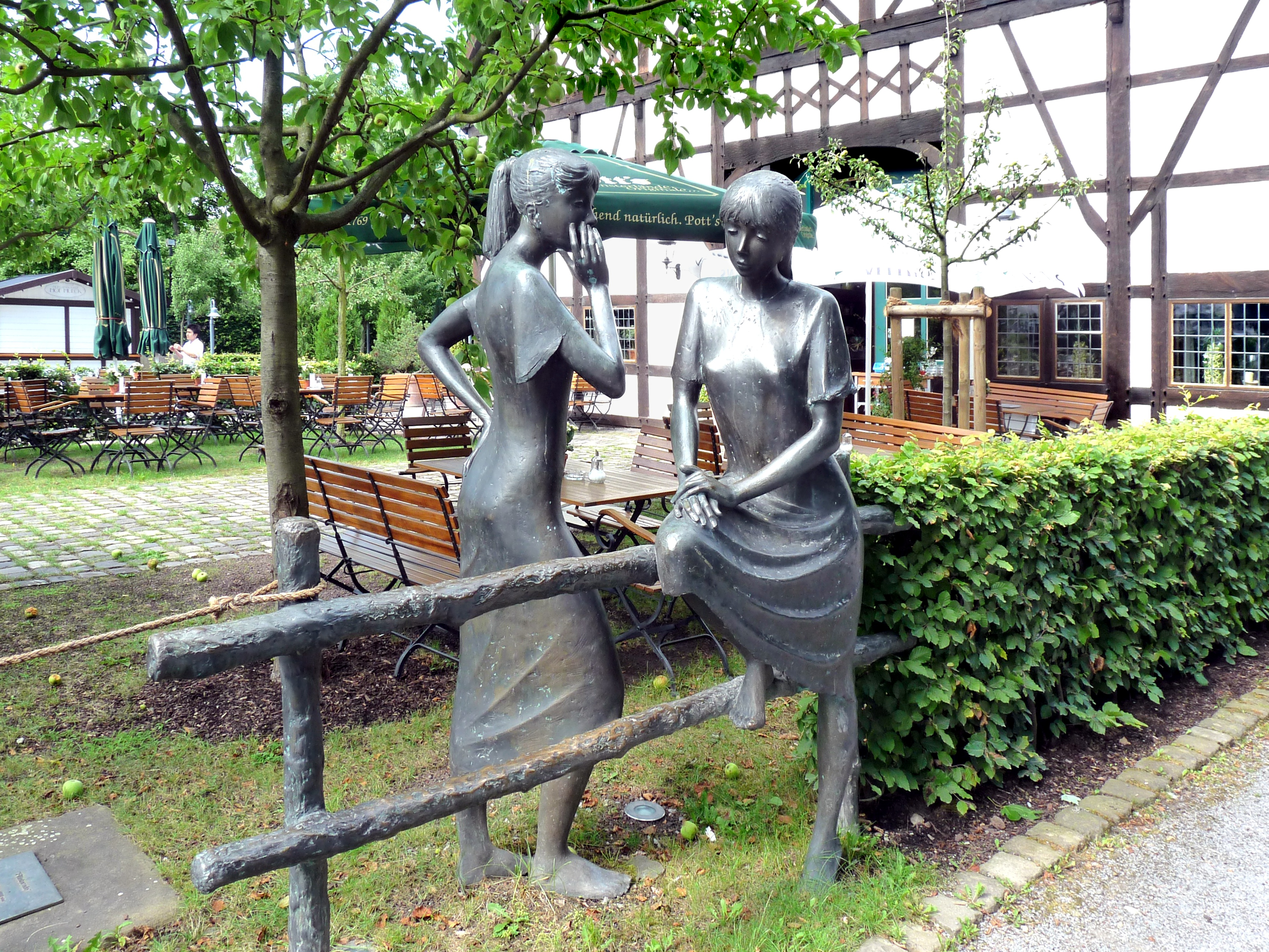
Die Flüsternden, eine Skulptur von Jürgen Ebert, bei Hof Hueck

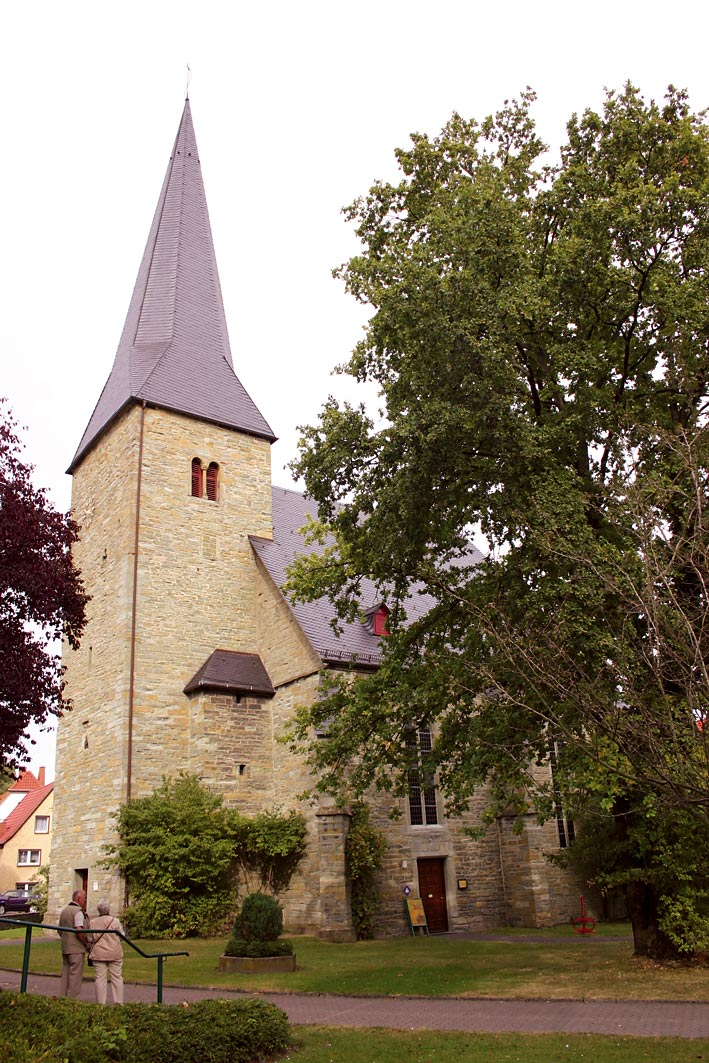
Evangelische Pfarrkirche St. Simon und Judas Thaddäus

Die Tagungs- und Kongresszentrum Bad Sassendorf GmbH betreut das Tagungs- und Kongresszentrum, die Kulturscheune auf Hof Haulle, die Touristeninformation im Haus des Gastes, das Ortsmarketing, die Kurveranstaltungen und das Erlebnismuseum Westfälische Salzwelten, das 2015 eröffnet wurde. Der Gesellschafter der GmbH ist die Gemeinde Bad Sassendorf.
Der im Jahr 2019 sanierte Kurpark gehört zu den Sehenswürdigkeiten des Ortes mit verschiedenen Einrichtungen, wie Barfußpfad, Adventuregolf, Gradierwerk, Rosengarten und Rhododendrenpark.
Die Börde Therme hat mehrere Solebecken, eine Meersalzgrotte und acht Saunen. Eine Besonderheit ist das Sole-Schwebebecken.
Der ehrenamtliche Kulturverein e. V. organisiert jährlich die Oldie Night und den Weihnachtsmarkt.
Das Touristik- und Verkehrsbüro e. V. ist in Bad Sassendorf für den Fremdenverkehr zuständig. Der gemeinnützige Verein sammelt und verbreitet Informationen über das Gastgewerbe, Hotels, Restaurants und zeigt Radwege und Wanderwege in der Parklandschaft des Hellweges im Kreise Soest auf.
Die denkmalgeschützte evangelische Pfarrkirche St. Simon und Judas Thaddäus ist ein Ortsbild-prägendes Gebäude.
Sehenswert sind die Evangelische Kirche Neuengeseke und das Haus Sassendorf.

### Museen
Von 1994 bis etwa 2004 gab es das Automuseum Bad Sassendorf. Es stellte rund 50 Fahrzeuge aus mit Schwerpunkt auf Kleinwagen.

### Sport
Der Turn- und Spielverein (TuS) Bad Sassendorf wurde 1920 gegründet und ist mit über 1600 Mitgliedern der größte Sportverein in der Gemeinde Bad Sassendorf. Die Mitglieder des TuS treiben Sport in sieben Abteilungen: Badminton, Basketball, Schwimmen, Tennis, Tischtennis, Turnen und Volleyball.
Der BV Bad Sassendorf ist der ansässige Fußballverein. Der 1926 gegründete Verein mit mehreren Juniorenmannschaften und zwei Mannschaften im Seniorenbereich aktiv. Die erste Seniorenmannschaft spielt seit der Saison 07/08 in der Bezirksliga. Die vereinseigene Sportanlage diente schon für mehrwöchige Trainingslager der Profimannschaften des FC Schalke 04 und von ZSKA Sofia. Des Weiteren findet alljährlich der Sauerland-Cup, ein Turnier für Amateurmannschaften, statt.

## Wirtschaft und Infrastruktur

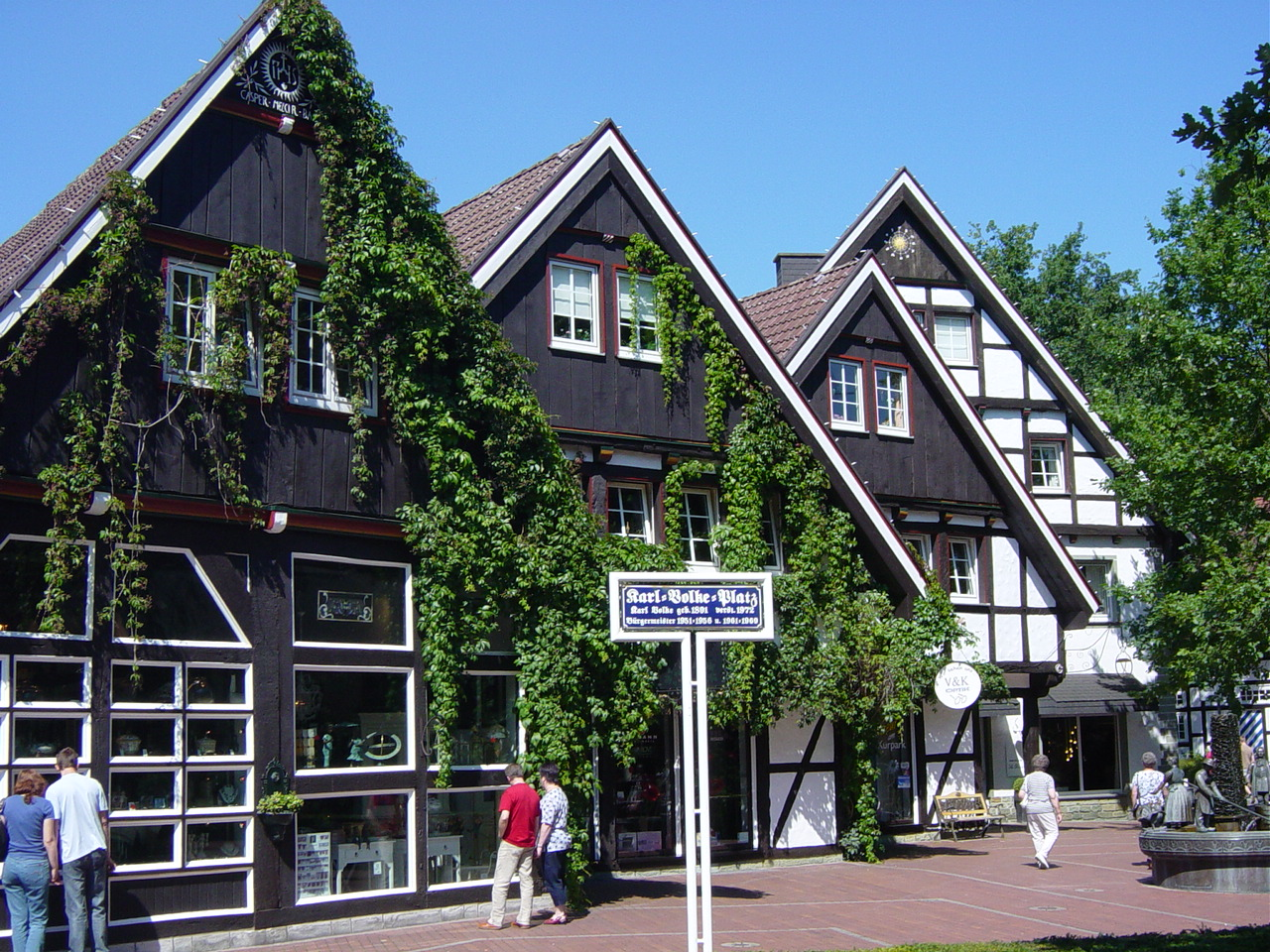
Am Karl-Volke-Platz

Die Ortsmitte mit ihren Einkaufszonen Bismarckstraße und Kaiserstraße ist ein Identifikationspunkt der Einwohner und Besucher Bad Sassendorfs. Sie ist ein Zentrum für Handel, Dienstleistung, Wohnen, Kultur und Freizeit.
In Bad Sassendorf gibt es eine Kinderfachklinik, fünf weitere Kliniken mit den Schwerpunkten Orthopädie und Rheumatologie sowie eine Soletherme mit Bade- und Saunalandschaft.

### Verkehr
Bad Sassendorf liegt an der A 44 und an der L 856 (bis 2014 Bundesstraße 1) und ist Haltepunkt an der Bahnstrecke Hamm–Warburg. Dort hält die RB 89, „Ems-Börde-Bahn“, Münster – Warburg. Die Nahverkehrszüge fahren montags bis freitags im 30-Minuten-Takt.
| Linie | Verlauf | Takt                                                                                        |
| ----- | --- | ------------------------------------------------------------------------------------------- |
| RB 89 | Ems-Börde-Bahn: Münster (Westf) Hbf – Münster-Hiltrup – Rinkerode – Drensteinfurt – Mersch (Westf) – Hamm-Bockum-Hövel – Hamm (Westf) Hbf – Welver – Borgeln – Soest – Bad Sassendorf – Lippstadt – Dedinghausen – Ehringhausen – Geseke – Salzkotten – Scharmede – Paderborn Hbf (– Altenbeken – Willebadessen – Warburg (Westf)) Stand: Fahrplanwechsel Dezember 2023 | 30 min 60 min (Münster–Hamm an Wochenenden/Feiertagen) eine Fahrt Sa/So (Paderborn–Warburg) |

Die nächsten IC- bzw. ICE-Bahnhöfe sind Soest und Lippstadt bzw. Hamm (Westf), Bielefeld und Münster (Westf). Die nächstgelegenen Flughäfen sind der Flughafen Paderborn/Lippstadt (35 km) und der Flughafen Dortmund (45 km). Zwei Kilometer südöstlich von Bad Sassendorf befindet sich der Flugplatz Soest-Bad Sassendorf.
Es verkehreren mehrere Buslinien des Regionalverkehrs Ruhr-Lippe.

### Bildung
In Bad Sassendorf befinden sich drei Schulen. Die INI Gesamtschule Bad Sassendorf, die Sälzer Gemeinschaftsgrundschule und die Schule an der Rosenau, Schule für Kranke.
Die INI Gesamtschule ist eine staatlich anerkannte Ersatzschule mit den Sekundarstufen I und II. Sie verfügt über Sportplätze, Turnhallen, eine Mensa und ein eigenes Schwimmbad.
Die Sälzer Gemeinschaftsgrundschule ist die einzige Grundschule der Gemeinde Bad Sassendorf. Sie liegt im Nordwesten des Ortes und wurde 1975 erbaut. Sie wird von ca. 350 Schülern besucht, diese bilden 15 Klassen.
Die Schule an der Rosenau wurde 1994 gegründet. Sie ist die Schule für die Kinderfachklinik in Bad Sassendorf. Die Kinder und Jugendlichen werden während ihrer Rehamaßnahmen in der Kinderfachklinik in der Schule an der Rosenau unterrichtet. In der Regel beträgt die Aufenthaltslänge sechs bis acht Wochen, gelegentlich werden auch externe Schüler im Anschluss beziehungsweise Vorfeld einer Rehamaßnahme in der Schule an der Rosenau unterrichtet.

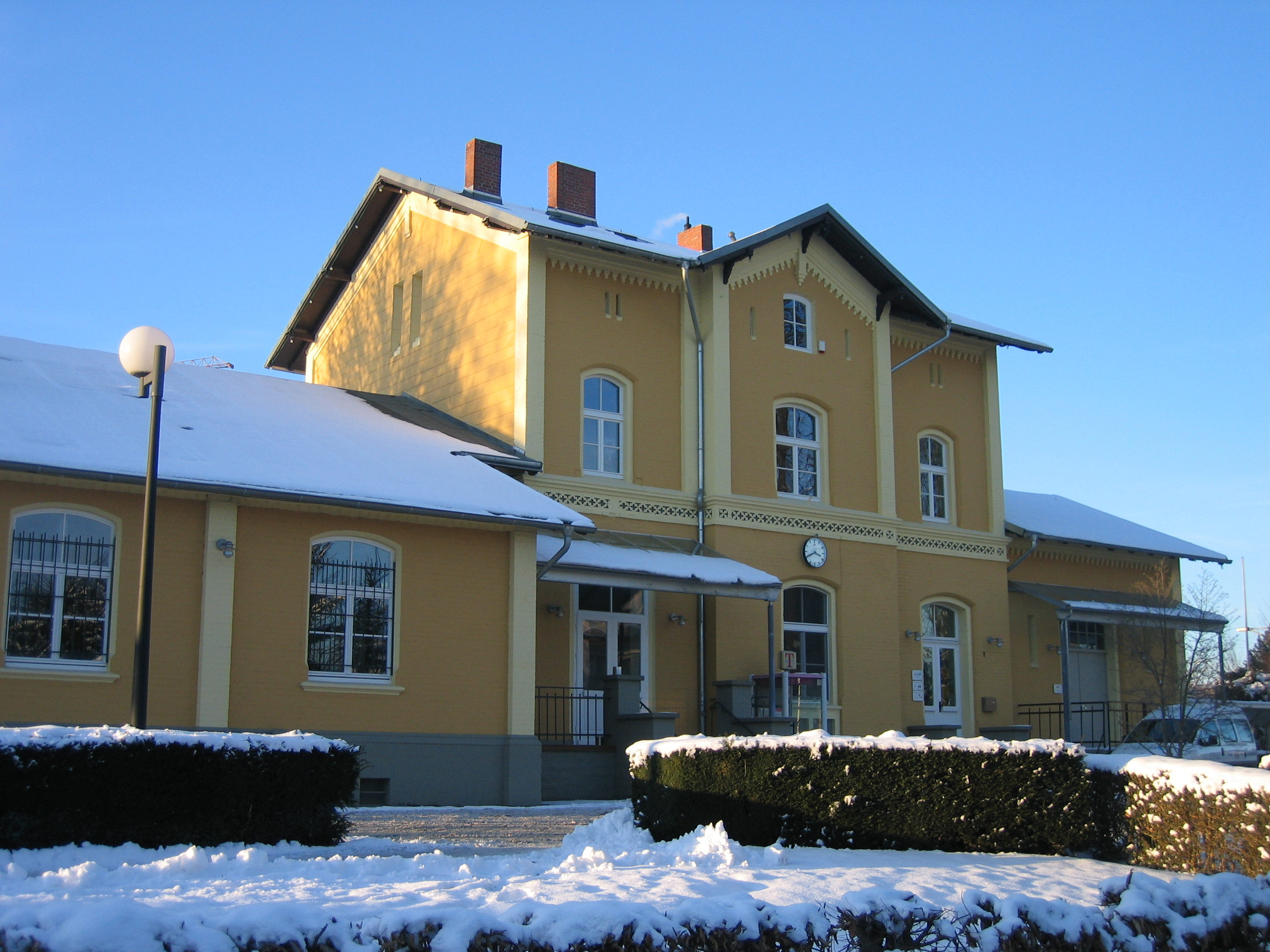
Ehemaliges Empfangsgebäude des Bahnhofs Bad Sassendorf

## Persönlichkeiten

### Söhne und Töchter der Gemeinde
- Diedrich Goswin von Bockum-Dolffs (1732–1805), preußischer Generalleutnant und Generalinspekteur der niederschlesischen Kavallerie
- Friedrich Clemens von Ledebur-Wicheln (1770–1841), Bischof von Paderborn
- Georg Brune (1811–1891), Militär und Gefängniswärter
- Andreas Schulze-Henne (1841–1916), Gutsbesitzer in Lohne, Reichstags- und Landtagsabgeordneter
- Heinrich Lange-Windhof (1863–1962), Landwirt und Politiker, Mitglied des Preußischen Landtags
- Dietrich Schulze (1864–1938), Architekt in Dortmund
- Karl Schulze (1876–1929), Architekt in Dortmund
- Dietrich Klagges (1891–1971), NSDAP-Politiker
- Carola Williams (1903–1987), Zirkusdirektorin
- Meinolf Koch (* 1957), Fußballspieler

### Personen mit Bezug zum Ort
- Ladislaus Szücs (1909–2000), jüdischer Überlebender des Holocaust, Arzt und Zeichner; verbrachte die letzten 25 Jahre seines Lebens in Bad Sassendorf
- Erich Pietzonka (1906–1989), Oberst der Luftwaffe der Wehrmacht
- Peter Fuchs (* 1949), Soziologe
- Thomas Griese (* 1956), Jurist und Politiker (Bündnis 90/Die Grünen), stammt aus Bad Sassendorf, wo er auch aufwuchs
- Thomas Siewert (* 1961), Fußballprofi
- Klaus Sander (* 1968), Regisseur, Produzent, Autor und Verleger, Ehrenpreisträger der deutschen Schallplattenkritik, aufgewachsen in Bad Sassendorf (1968–1988)
- Sebastian Tyrała (* 1988), Fußballprofi